# 대청호오백리길
대청호오백리길(Daecheongho Obaekri-Gil)은 총 21구간으로 대전(동구, 대덕구)과 충북(청원, 옥천, 보은)에 걸쳐 있는 약 200km의 도보길이며 대청호 주변 자연부락과 소하천, 등산길, 임도, 옛길 등을 포함하고 있다. 대청호오백리길은 대전을 중심으로 하는 충청권 배후 생태관광지로 역할을 하고 있다. 공식 슬로건은 ‘사람과 산과 물이 만나는 곳(Where people, mountains and water meet)’이다.

## 특징
대청호를 중심으로 해발 200~300m의 야산과 수목들이 빙 둘러져 있어 경관이 아주 뛰어나며 구간마다 특별한 재미를 느낄 수 있는 길들이 많다. 연인끼리 낭만을 즐길 수 있는 데이트 코스, 푸른 호수를 감상하며 생각에 잠길 수 있는 사색 코스, 등산이 가능한 산행 코스, 농촌체험과 문화답사를 겸하여 걸을 수 있는 가족여행 코스, 자전거 드라이브 코스 등 보고, 느끼고, 체험하고, 즐길 수 있는 다양한 테마가 펼쳐진 길이다. 이러한 자연경관을 인정받아 한국관광공사 봄, 가을 걷기 좋은 길로 선정되었으며, 특히 2012년 유엔해비타트(UN-HABITAT)가 수여하는 아시아도시경관상도 수상하였다.

## 대청호오백리길 구간(대전구간)
| 구간명                 | 주요 코스 | 거리   | 비고          |
| ---------------------- | --- | ------ | ------------- |
| 1구간(두메마을길)      | 대청댐물문화관(출발점)-숫고개(2.0km)-전망쉼터(0.4km)-미호동산성(지명산)(0.7km)-비상여수로댐(1.0km)-삼정마을(이촌, 강촌마을)(1.7km)-민평기가옥(0.5km)-덕골(1.5km)-갈전동 송전식당(2.6km)-두메마을(2.0km)               | 12.4km | 약 6시간 소요 |
| 2구간(찬샘마을길)      | 이현동 거대억새밭(출발점)-찬샘농촌체험마을(1.0km)-부수동(3.0km)-성치산성(2.0km)-직동 윗피골(2.0km)-찬샘정(1.0km)-냉천버스 종점(1.0km)                                                                                 | 10.0km | 약 5시간 소요 |
| 3구간(호반열녀길)      | 냉천버스 종점(출발점)-양구례(1.2km)-사슴골 입구(1.3km)-냉천길 삼거리(0.5km)-미륵원(0.4km)-관동묘려(1.1km)-냉천길 삼거리(1.3km)-윗말뫼(2.2km)                                                                          | 8.0km  | 약 4시간 소요 |
| 4구간(호반낭만길)      | 윗말뫼(주차장)(출발점)-들마루식당(1.0km)-드라마 촬영지(1.4km)-가래울(1.4km)-대청호자연생태관(1.3km)-추동취수탑(0.6km)-황새바위(1.7km)-연꽃마을(0.6km)-원주산(0.5km)-금성마을 입구(1.1km)-엉고개(1.8km) -신상교(1.1km) | 12.5km | 약 6시간 소요 |
| 5구간(백골산성 낭만길) | 신상교(출발점)-흥진마을 입구(0.6km)-신상동(1.8km)-바깥아감(0.2km)-강살봉(1.7km)-백골산성(0.8km)-절골(1.6km)-방축골길(1.0km)-모래재(2.3km)-와정삼거리(3.0km)                                                           | 13.0km | 약 6시간 소요 |
| 6~20구간               | 충북 구간 |        |               |
| 21구간(대청로하스길)   | 문의대교(출발점)-삿갓봉(1.3km)-구룡산장승공원(0.5km)-진장골(0.6km)-성마루(3.3km)-용방이들(1.4km)-용호동유적지(조정지댐)(0.3km)-대청공원(3.3km)-대청댐물문화관(1.3km)                                                  | 21.0km |               |

### 1구간 교통편
대중교통 : 71, 72, 73번 버스
자가용 : 대청댐휴게소 : 대전광역시 대덕구 미호동 1-10번지

### 2구간 교통편
대중교통 : 60, 71번 버스
자가용 : 찬샘마을 : 대전광역시 동구 냉천로 703(직동 684-1번지)

### 3구간 교통편
대중교통 : 60, 61, 71번 버스
자가용 : 냉천 버스종점 : 대전광역시 동구 냉천로 445(직동 532-8번지)

### 4구간 교통편
대중교통 : 60, 61, 62, 63, 71번 버스
자가용 : 더리스 인근 주차장 : 대전광역시 동구 냉천로 55(마산동 산38-1번지)

### 5구간 교통편
대중교통 : 62, 63, 71번 버스
자가용 : 신상교 인근 도로 주차 공간(대청호쪽 도로에 주차) : 대전광역시 동구 신상동 353-1번지

### 21구간 교통편
대중교통 : 32, 43번 버스
자가용 : 구룡산 장승공원 주차장 : 충북 청주시 서원구 현도면 하석2길 153

## 주변 시설
대청호오백리길 주변에는 대청호물문화관과 대청호조각공원, 대청호미술관, 대청호자연생태관 등이 개관하여 대청호오백리길과 연계한 체험 및 관람시설로 이용이 가능하며, 청원 청남대, 문의문화재단지, 보은 속리산, 옥천 둔주봉, 정지용생가, 육영수생가지 등 많은 역사문화 관광지가 있다.

## 대청호오백리길 사진
|  |  |  |  |  |  |
|  |  |  |  |  |  |
|  |  |  |  |  |  |
|  |  |  |  |  |  |
|  |  |  |  |  |  |
|  |  |  |  |  |  |
|  |  |  |  |  |  |